# Стефан Янев
Вижте пояснителната страница за други личности с името Стефан Янев.
Стефан Динчев Янев е български политик (премиер, вицепремиер, министър, партиен лидер, депутат, дипломат) и военен офицер (бригаден генерал, началник на НВУ, военен аташе).
Той е вицепремиер и министър на отбраната (27 януари – 4 май 2017) в служебното правителство на Огнян Герджиков, служебен министър-председател (12 май 2021 – 13 декември 2021), министър на отбраната (13 декември 2021 – 1 март 2022) в последвалото редовно правителство на Кирил Петков, както и председател на учредената по негова инициатива политическа партия „Български възход“ от 19 юни 2022 година. Народен представител е в XLVIII народно събрание.

## Биография
Роден е в село Поповица, Асеновградско, на 1 март 1960 г. Завършва Техникума по електротехника в Пловдив през 1979 г. Учи „Земна артилерия“ с гражданска специалност „Електронно-изчислителни машини“ във Висшето народно военно-артилерийско училище „Георги Димитров“ в Шумен от 1979 до 1983 г. По-късно следва и завършва Военната академия в София (1991 – 1993) и Военния колеж на Националния военен университет във Вашингтон, САЩ (2004 – 2005).
След военното училище (1983) е командир на артилерийски взвод, после на батарея. Командир е на реактивен дивизион в 4-ти армейски артилерийски полк в Асеновград (1993 – 1996).
Между 1996 и 1998 г. е старши експерт в Управление „Международно сътрудничество“ на Министерство на отбраната. Работил е като офицер за анализ към Департамента по планиране и програмиране на Групата за координиране на ПЗМ в Белгия (1998 – 2000). От 2000 до 2001 г. е старши помощник-началник в Управление „Стратегическо планиране“ на Генералния щаб на Българската армия. Между 2001 и 2002 г. е държавен експерт в дирекция „Евроатлантическа интеграция“ на Министерството на отбраната (МО). След това е началник на отдел в дирекция „Евроатлантическа интеграция“ на МО до 2004 г.
В периода 2005 – 2007 г. е началник на департамент „Tрансформации“ в Центъра на НАТО за борба с тероризма в Анкара. От 2007 и 2010 г. е директор на дирекция „Отбранителна политика“ на МО. На 1 юли 2009 г. е назначен на длъжността директор на дирекция „Политика за сигурност и отбрана“ и е удостоен с висше офицерско звание бригаден генерал. На 3 май 2010 г. е назначен за директор на дирекция „Отбранителна политика“, считано от 25 май 2010 г. На 24 февруари 2011 г. е освободен от длъжността директор на дирекция „Отбранителна политика“.
Бригаден генерал Стефан Янев е военен аташе в САЩ от 2011 до 2014 г.
С Указ № 236 ген. Янев е назначен за началник на Националния военен университет „Васил Левски“ от 2 май 2014 г. С указ № 144 от 9 юни 2014 г. е освободен от длъжността началник на Националния военен университет „Васил Левски“ и от военна служба, считано от 9 юни 2014 г.
От 27 януари до 4 май 2017 г. е заместник министър-председател и министър на отбраната на Република България в служебното правителство на Огнян Герджиков. Впоследствие е секретар по сигурност и отбрана на президента Румен Радев.
В периода 12 май 2021 г. – 13 декември 2021 г. е служебен министър-председател начело на 2 правителства. От 13 декември 2021 г. до 1 март 2022 г. Янев е министър на отбраната в правителството на Кирил Петков от квотата на политическа коалиция „Продължаваме промяната“. На министерския пост е наследен от Драгомир Заков, избран на 1 март.
След освобождаването му Янев заявява, че ще формира нова политическа партия. Основава политическа партия „Български възход“, избран е за неин лидер на събрание на нейния Инициативен комитет на 5 май 2022 г.

## Критики и противоречия
В навечерието на Руското нападение срещу Украйна от 24 февруари 2022 г. Янев неколкократно заема проруски позиции, от които премиерът Петков се разграничава. Това създава напрежение между него и премиера. Непосредствено след започването на военните действия Янев неколкократно отказва да определи ситуацията като „война“, обяснявайки позицията си с това, че „Путин внимателно избягва използването на думата“. Думата „война“ е забранена за употреба в путинистка Русия относно събитията в Украйна със заплаха от затвор.
Янев се обявява също и против допълнително разполагане на съюзнически войски в България с оглед на подсилване на източния фланг на НАТО след руското нападение. На 28 февруари премиерът заявява, че ще поиска оставката му, тъй като неговите изказвания не съответстват на коалиционното споразумение и водената от държавата външна политика по отношение на ангажиментите към НАТО и войната в Украйна. Въпреки поисканата му оставка, Янев отказва да се оттегли. За неговия пост е предложен първо Тодор Тагарев, а после Драгомир Заков, който е избран на 1 март на мястото на Янев. Веднага след освобождаването си Янев заявява, че ще формира нова политическа партия, като два месеца по-късно основава „Български възход“.
Два месеца след началото на войната Янев излага тезата, че изпращането на военна помощ за Украйна е ненужно, защото удължава „агонията на хората там“. Това става на фона на системната военна подкрепа за Украйна от страна на НАТО и упорита украинска съпротива, при практически провал на планирания от Путин блицкриг. Янев излага и тезата за превантивност на руското нападение, понеже според него Украйна се е подготвяла да атакува самообявилите се Донецка и Луганска републики.
По повод на скандала около уволнението на ген. Янев от поста на министър на отбраната експертът по международен шпионаж Кристофер Неринг изразява мнение, че не е случайно, че руските тайни служби се сдобиват с голямо количество класифицирана информация, касаеща НАТО тъкмо в България. Това поставя въпроса за лоялността на страната към евроатлантическите ѝ партньори.

## Образование
- Техникум по електротехника, Пловдив (до 1979 г.)
- Висше военно артилерийско училище „Георги Димитров“ в Шумен (1979 – 1983)
- Военна академия „Георги Раковски“ (1991 – 1993)
- Военен колеж на Националния военен университет във Вашингтон (2004 – 2005)[3]

## Военни звания
- Лейтенант (1983)
- Старши лейтенант (1985)
- Капитан (1989)
- Майор (1994)
- Подполковник (1999)
- Полковник (2004)
- Бригаден генерал (1 юли 2009)